# Liste schwedischer Erfinder und Entdecker
Liste schwedischer Erfinder und Entdecker in alphabetischer Reihenfolge des Familiennamens.

## A
- Karl Johan Andersson: Entdeckung des Okawango und der Etoscha-Pfanne

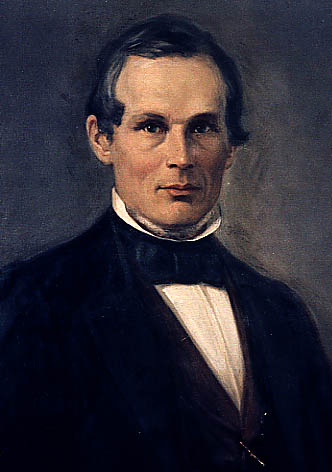
Anders Jonas Ångström.

- Anders Jonas Ångström: Mitbegründer der Astrospektroskopie
- Johan August Arfwedson: Chemiker, Entdeckung des chemischen Elementes Lithium
- Svante Arrhenius: (Nobelpreis) – Nachweis, dass Salze im Wasser als Ionen vorliegen.
- Ernst Fredrik Werner Alexanderson: Schweden/USA – Maschinensender, Alexanderson-Alternator, Fax-Übertragung
- Nils Alwall: Künstliche Niere
- Hannes Alfvén: (Nobelpreis 1970) – grundlegenden Leistungen und Entdeckungen in der Magnetohydrodynamik mit fruchtbaren Anwendungen in verschiedenen Teilen der Plasmaphysik
- Peter Artedi, Biologe, „Vater“ der Ichthyologie

## B
- Sune K. Bergström: (Nobelpreis 1982) – bahnbrechende Arbeiten über Prostaglandine und nahe verwandte biologisch aktive Substanzen

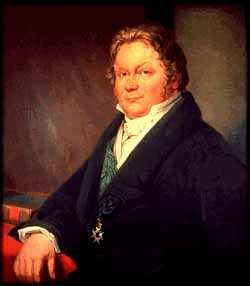
Jöns Jakob Berzelius.

- Jöns Jakob Berzelius: Einführung der chemischen Zeichensprache mit den Buchstaben für die chemischen Elemente und hat erstmals eine Vielzahl der Atommassen von Elementen genau bestimmt;er  entwickelte ein erstes Modell zum Verständnis der Elektrolyse und zu Stoffumsetzungen durch die Annahme einer positiven und einer negativen Ladung in jedem Teilchen (dualistische Theorie); Entdeckung der Elemente Cer, Selen und Thorium); andere Elemente wurden von ihm erstmals in elementarer Form dargestellt (Silizium, Zirkonium, Titan, Tantal und Vanadium.
- Nils Bohlin: Dreipunkt-Sicherheitsgurt 1959
- Maria Christina Bruhn: Quinettkartusche 1774
- Per-Ingvar Brånemark: Osseointegration (Titanimplantate) Anfang 1950er

## C
- Arvid Carlsson: (Nobelpreis 2000) – Entdeckungen betreffend der Signalübertragung im Nervensystem

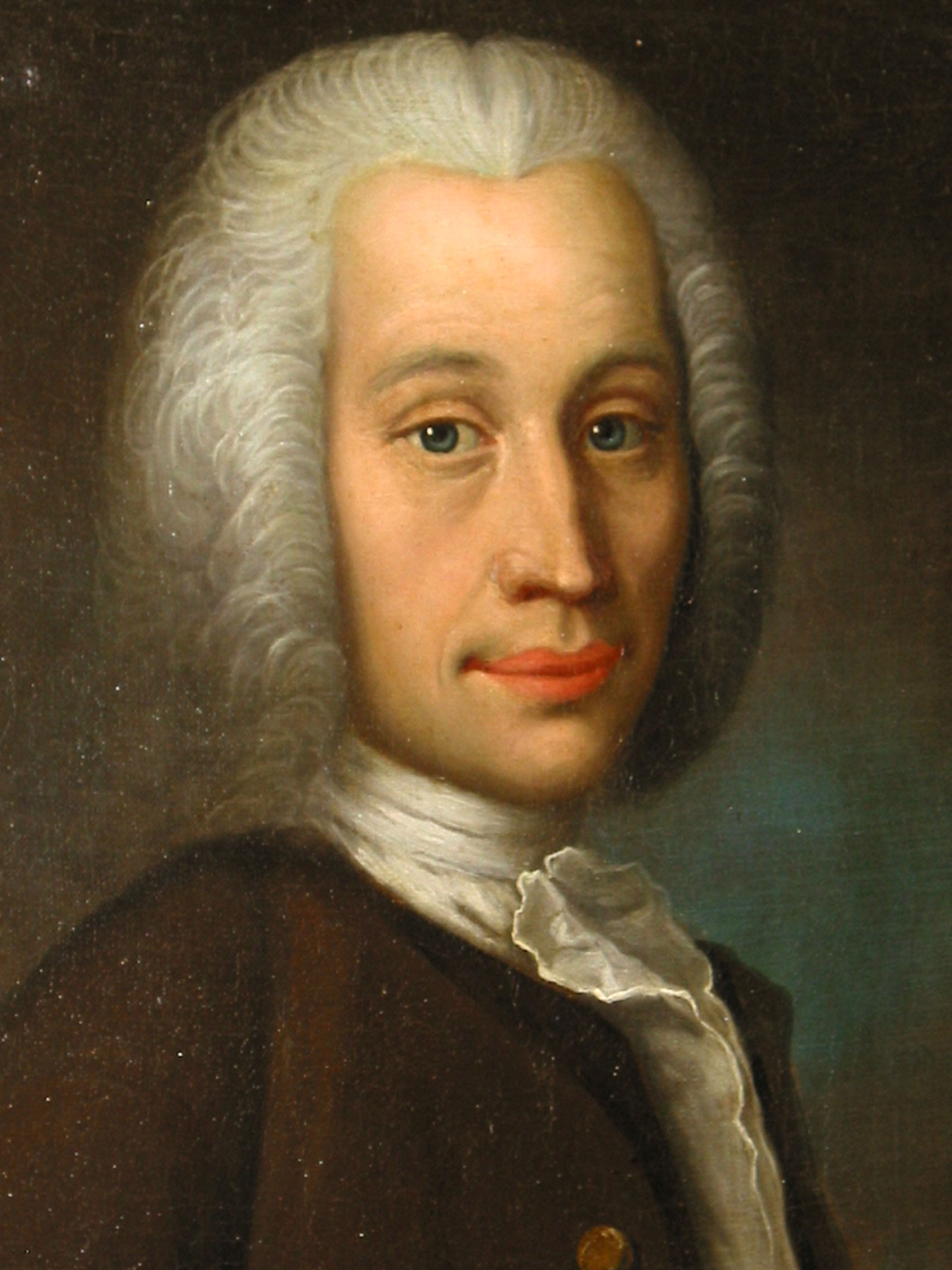
Anders Celsius.

- Anders Celsius: 100-gradiges Thermometer; Temperatureinheit Grad Celsius
- Axel Frederic Cronstedt: Chemiker, Entdeckung des Elements Nickel

## D
- Gustaf Dalén: (Nobelpreis) – AGA-Kocher; Dalén-Licht; Agamassan
- Arvid Damm: Rotor-Chiffriermaschine 1919

## E

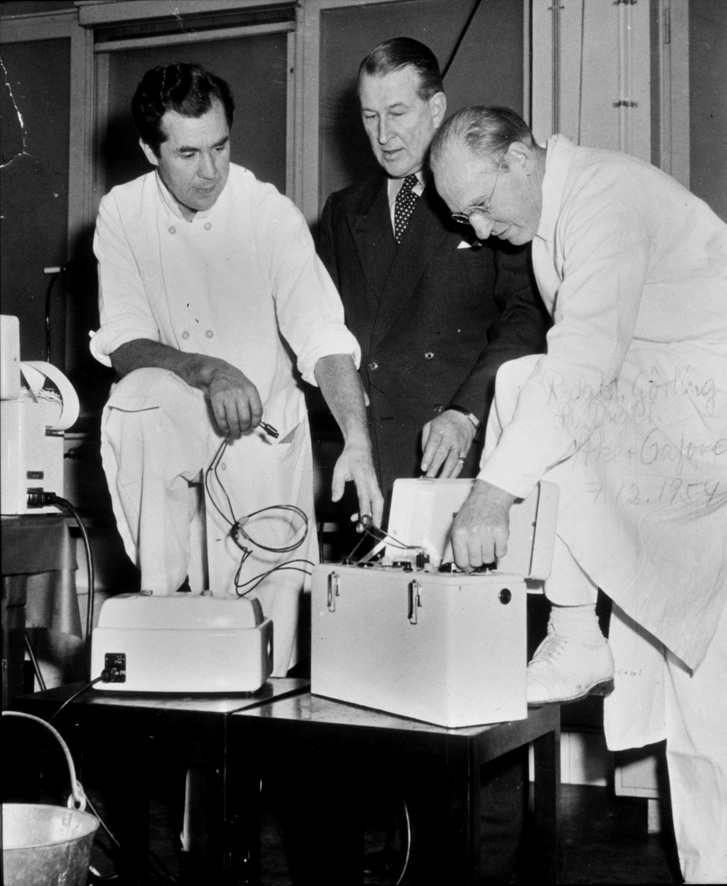
Åke Senning, Rune Elmqvist und Crafoord (von links nach rechts)

- Anders Gustaf Ekeberg: Chemiker, Entdeckung des chemischen Elementes Tantal, 1802
- Rune Elmqvist: Herz-Lungen-Maschine 1947/48 (mit Clarence Crafoord), Herzschrittmacher 1958 (mit Åke Senning)
- John Ericsson: Schweden/USA – Wärmekraftmaschine 1820er, Zweiflügel-Schiffspropeller (Ericsson-Propeller) 1830er, Solarmaschine
- Lars Magnus Ericsson
- Hans Karl August Simon von Euler-Chelpin, 1929
- Ulf von Euler: (Nobelpreis 1970) – isolierte und beschrieb 1935 unabhängig von M.W. Goldblatt die Prostaglandine zum ersten Mal im menschlichen Sperma und entdeckte weiterhin, dass Noradrenalin als chemischer Informationsübermittler in den Nervenfasern fungiert.
- Pehr Edman: Er entwickelte 1950 den nach ihm benannten Edman-Abbau, der es ermöglicht, die Reihenfolge der Aminosäurebausteine in Proteinen zu bestimmen.

## F
- Arvid Faxe; Erfinder der Dachpappe 1785 – Steinpapier Wasser- und Feuerresistent zum Eindeckung von Dächern und Verkleidung von Häusern.

## G
- Ragnar Granit: (Nobelpreis 1967) – Arbeiten über die chemisch-physiologischen Vorgänge in der Netzhaut des Auges
- Allvar Gullstrand: (Nobelpreis 1911) – Arbeiten über die optischen Eigenschaften des Auges

## H
- Victor Hasselblad: 6x6-cm-Spiegelreflexkamera Hasselblad 1600 F (mit Sixten Sason)
- Hellmuth Hertz (Deutschland/Schweden): Echokardiographie (Ultraschall)

## J
- Carl Edvard Johansson: Endmaße
- Johan Petter Johansson:  Wasserpumpenzange (Rohrzange) 1886, Engländer (Werkzeug) (verstellbarer Schraubenschlüssel) 1892

## K
- Oscar Kjellberg: ummantelte Schweißelektrode

## L
- Sven Torbjörn Lagerwall: ferroelektrische Flüssigkristalle 1979 (mit Noel Clark)
- Uno Lamm: Übertragung von Hochspannungsgleichstrom HVDC
- Håkan Lans: Farb-Grafikprozessor, Digitizer, Automatic Identification System (Satellitennavigationssystem)
- Tolbert Lanston: Setzmaschine Monotype 1887 oder 1897
- Gustav de Laval: Gleichdruck-Dampfturbine für Milchseparator (Rahmabscheider) 1883, Lavaldüse 1883 (mit Ernst Körting), und weitere Maschinenelemente
- Mats Leijon: Hochspannungsgenerator
- Lars Leksell: Strahlenmesser für Gehirnoperationen 1968 (Gamma-Knife)
- Frans Wilhelm Lindqvist: Kerosinofen mit Druckluft

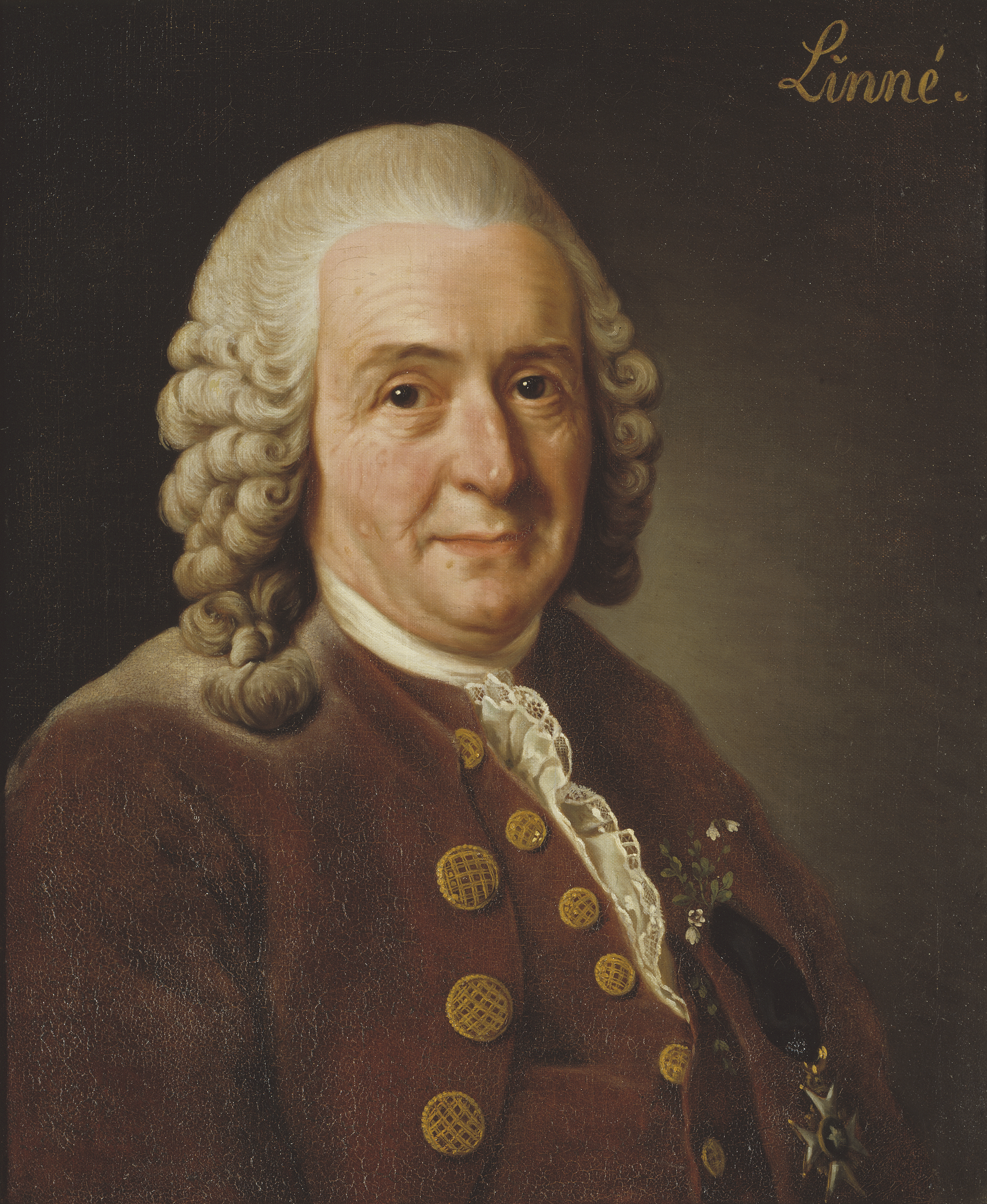
Carl von Linné.

- Carl von Linné: Taxonomie in der Biologie
- Birger Ljungström und Fredrik Ljungström: Svea-Fahrrad 1892, Ljungströmturbine 1900er
- Nils Löfgren örtliches Betäubungsmittel Lidocain 1943 (mit Bengt Lundqvist)
- Göran Lundahl: Flofreeze-Verfahren für Lebensmittel 1961 (mit Per-Oskar Persson)
- Bengt Lundqvist: örtliches Betäubungsmittel Lidocain 1943 (mit Nils Löfgren)

## M
- Bengt Gunnar Magnusson: AXE-Telefonsystem
- René Malaise: Malaise-Falle für Insekten
- Sven Mattisson: Miterfinder von Bluetooth (Ericcson)
- Karl Oskar Medin: Entdeckung des ansteckenden Charakters der Krankheit Kinderlähmung
- Carl Gustav Mosander: Entdeckung von Yttrium, Erbium und Terbium 1843
- Carl Munters: Absorptionskältemaschine mit Wasserstoff als Hilfsgas (zusammen mit Baltzar von Platen und John Tandberg)
- Gunnar Myrdal: (Nobelpreis 1974) – Pionierarbeit auf dem Gebiet der Geld- und Konjunkturtheorie

## N
- Lars Fredrik Nilson: Chemiker, Entdeckung des chemischen Elementes Scandium, 1879

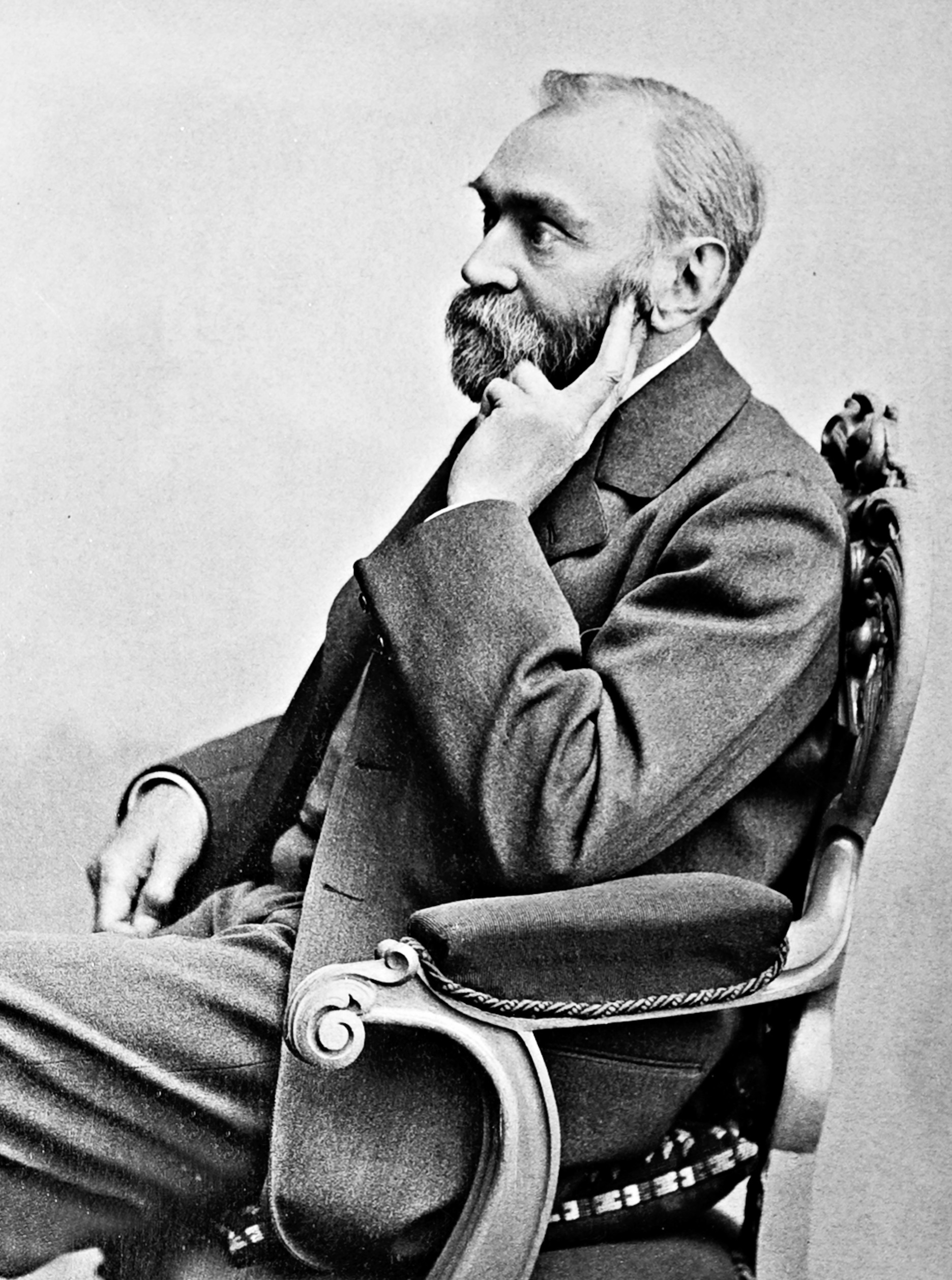
Alfred Nobel.

- Alfred Nobel: Dynamit 1866/67, Sprenggelatine 1875, Ballistit 1887, Sperrholz
- Immanuel Nobel: Schnellfeuergewehr, Seeminen, wasserdichter aufblasbarer Militärrucksack aus Kautschuk
- Carl Richard Nyberg: Lötlampe 1881/82

## O
- Willgodt Theophil Odhner Schweden/Russland – Odhner-Arithmometer (Sprossenrad-Rechenmaschine) 1876
- Bertil Ohlin: (Nobelpreis 2000) – Heckscher-Ohlin-Theorem

## P
- Helge Palmcrantz: Nordenfelt-Maschinengewehr
- Gustaf Erik Pasch: Sicherheitszündholz, Patent 1844
- Per-Oskar Persson Flofreeze-Verfahren für Lebensmittel 1961 (mit Göran Lundahl)
- Baltzar von Platen: Gasabsorber-Kühlschrank (Diffusionsabsorptionskältemaschine) um 1925
- Christopher Polhem (Christopher Polhammar): Vorhängeschloss Anfang 18. Jahrhundert, Mechanisches Alphabet, Erzgewinnung

## R

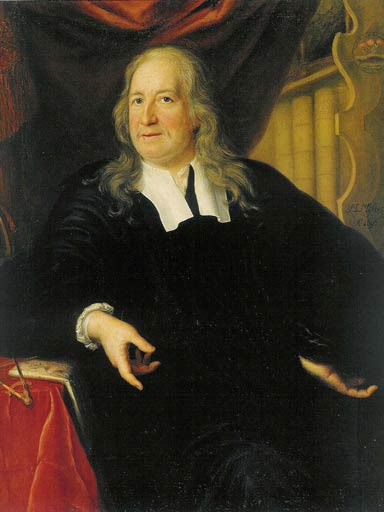
Olof Rudbeck der Ältere.

- Olof Rudbeck der Ältere: Entdeckung der Lymphgefäße
- Johannes Rydberg: Physiker, Rydberg-Zustand, Rydberg-Konstante, Rydberg-Formel, Rydberg-Atom

## S
- Bengt I. Samuelsson: (Nobelpreis 1982) – Arbeiten über Prostaglandine und nahe verwandte biologisch aktive Substanzen
- Åke Senning: Herzschrittmacher 1958 (mit Rune Elmqvist)
- Kai Siegbahn und Karl Manne Siegbahn: (Nobelpreis)
- Gideon Sundbäck: Miterfinder des Reißverschlusses 1912, Patent 1913
- Theodor Svedberg: (Nobelpreis) – Arbeiten über disperse Systeme

## T
- Hugo Theorell: (Nobelpreis 1955) – Entdeckungen über Natur und Wirkungsweise der Oxidationsenzyme
- Arne Tiselius: (Nobelpreis 1948) – Forschungen zur Elektrophorese und Adsorption in der Analytik, insbesondere für seine Entdeckungen über die komplexe Natur von Blutserum-Proteinen

## W

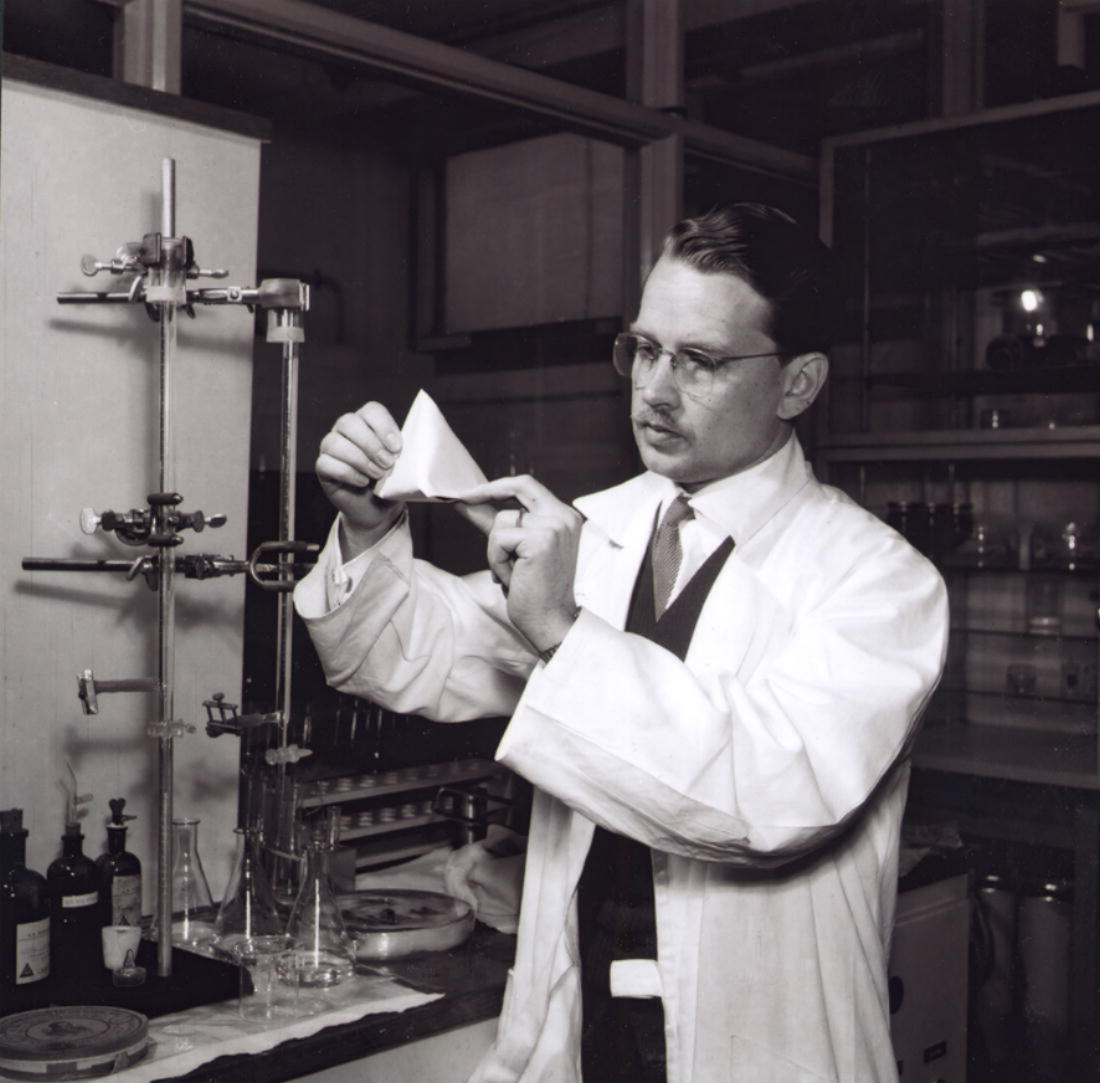
Erik Wallenberg.

- Erik Wallenberg: Tetra-Pak-Verpackung 1951
- Jonas Wenström Dreiphasenwechselstrom (Drehstrom) 1887–90 (mit Tesla, Bradley, Haselwander, Dolivo-Dobrowolsky)
- Kjell Wetterlin: Turbohaler (Inhalator für Asthmakranke) um 1972
- Ivar Wickman: bewies in Feldstudien den epidemischen Charakter der Krankheit Kinderlähmung
- Torsten N. Wiesel: (Nobelpreis 1981) – Forschungen des Aufbaus und die Informationsverarbeitung des visuellen Cortex
- Charles Wilson: solare Entsalzungsanlage 1872
- Sven Gustaf Wingqvist:Pendelrollenlager (sphärisches Kugellager) 1907
- Arvid Wretlind: intravenöse Ernährung 1940er bzw. 1961

## Z
- Gustav Zander: Medico-mechanische Therapie, 1850er
- Niklas Zennström: Mitentwickler der Tauschbörse Kazaa und von IP-Telefonie Software Skype